# 圣雅各广场 (梅斯)

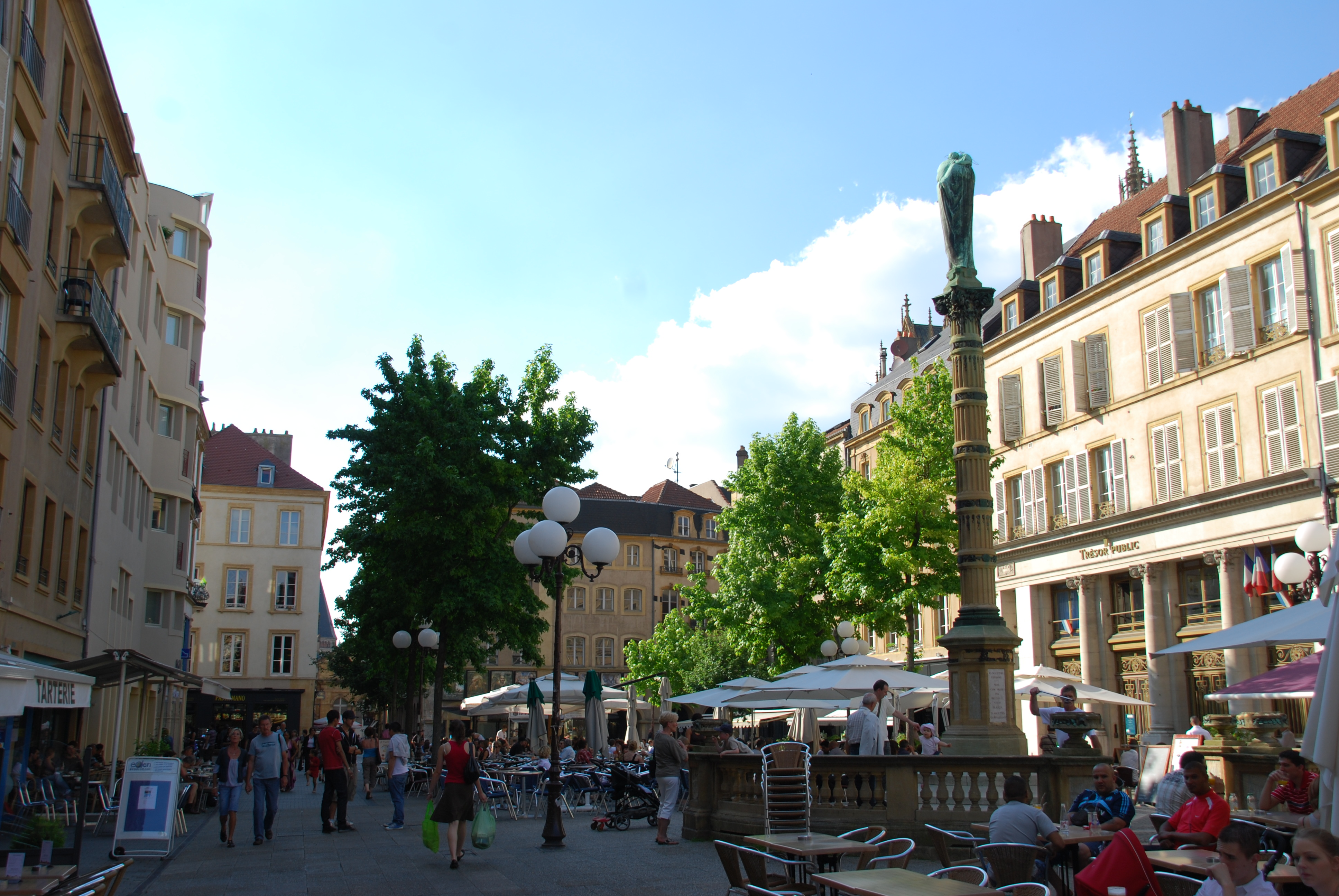

圣雅各广场（Place Saint-Jacques）是梅斯市中心的一个广场，位于古罗马时期主要十字路口附近，靠近梅斯主教座堂。
圣雅各广场得名于曾经位于此处的圣雅各堂（1574年拆除）。历史上，该广场曾频繁更名，与法国大革命、普法战争、第一次世界大战和第二次世界大战等历史事件有关。
年的8月15日的圣母升天瞻礼，广场上会举行传统的宗教游行。